# Staro Nagoričane

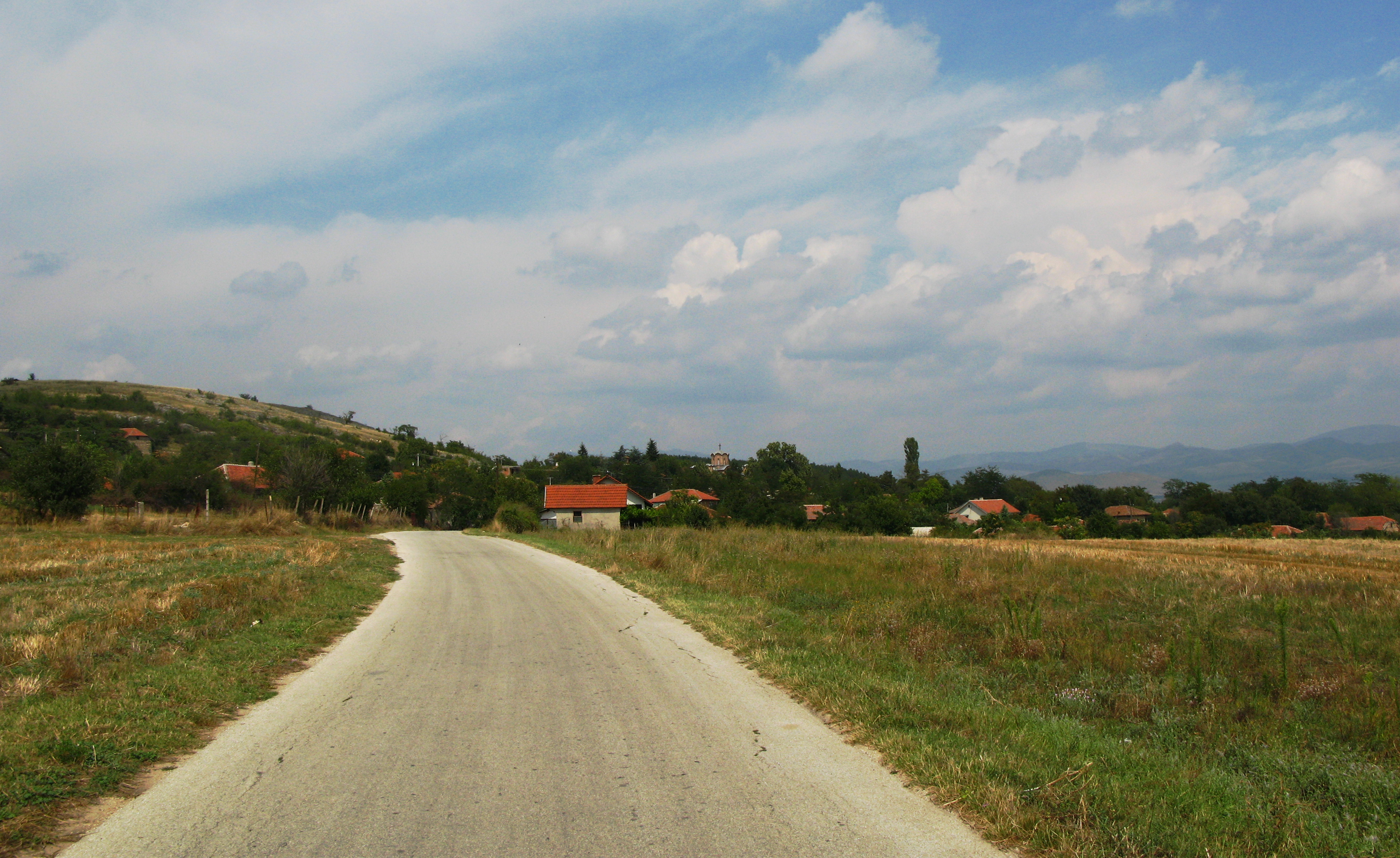
Staro Nagoričane con la cúpula de la iglesia de San Jorge visto en el fondo.

Staro Nagoričane (en macedonio: Старо Нагоричане) es un pueblo de Macedonia del Norte y la capital de la municipalidad de Staro Nagoričane, principalmente conocida por su iglesia del siglo XIII San Jorge, construida por el rey serbio Milutin.